# Sagarmatha-Nationalpark

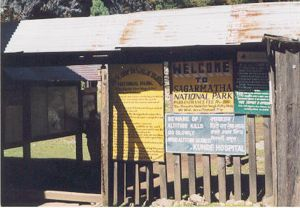
Eingang zum Nationalpark

Der Sagarmatha-Nationalpark ist ein Nationalpark in Nepal, der 1976 unter dem Namen Sagarmatha National Park gegründet wurde und seit 1979 zum UNESCO-Welterbe gehört. Er nimmt mit einer Fläche von 1148 km² einen Großteil des Khumbu ein und grenzt im Norden an die Autonome Region Tibet. Namensgeber für den Nationalpark ist der Mount Everest (Nepali: सगरमाथा, Sagar = Himmel, matha = Kopf, Stirn; „Stirn des Himmels“).
Die Landschaft ist von schroffen Gipfeln – darunter die drei Achttausender Mount Everest, Lhotse und Cho Oyu –, Gletschern und Tälern geprägt, die von Gletschern und Bächen geformt wurden. Neben den eindrucksvollen Gebirgsformationen waren einige seltene Tierarten und die Kulturstätten der dort lebenden Sherpas Grund für die Aufnahme in das UNESCO-Welterbe. Im Osten grenzt der 2330 km² große Makalu-Barun-Nationalpark direkt an den Sagarmatha-Nationalpark.

## Klima
Der Nationalpark liegt in der östlichen Klimazone des Himalaya, wo der Monsunregen schon im Juni beginnt und erst im späten September nachlässt. In den Monaten Oktober und November ist das Wetter gemäßigt mit kühlen Nächten. Von Dezember bis Februar ist es auch tagsüber kalt mit Temperaturen in der Regel unter 5 °C. In diesen Monaten schneit es ab und zu heftig. Ab März werden die Tage wärmer.

## Vegetation
Die Höhenstufen des Schutzgebietes reichen von 2845 m bis zum höchsten Punkt der Erde auf 8848 m. Der Park besteht zu etwa 69 % aus landwirtschaftlich nicht nutzbarem Hochland auf über 5000 m Höhe, 28 % werden als Almen und für den Kartoffelanbau genutzt und nur 3 % sind bewaldet. Diese Wälder liegen im Flusstal des Nationalparks und bestehen in den tiefsten Lagen im Wesentlichen aus Hemlocktannen. In den Lagen darüber überwiegen Tannen, Wacholder, Birken und Rhododendron. Noch weiter oben weichen die Wälder typisch alpinen Pflanzengemeinschaften. Oberhalb von 5000 m ist das Land kahl und besteht aus Fels, Schnee und Eis.

## Fauna

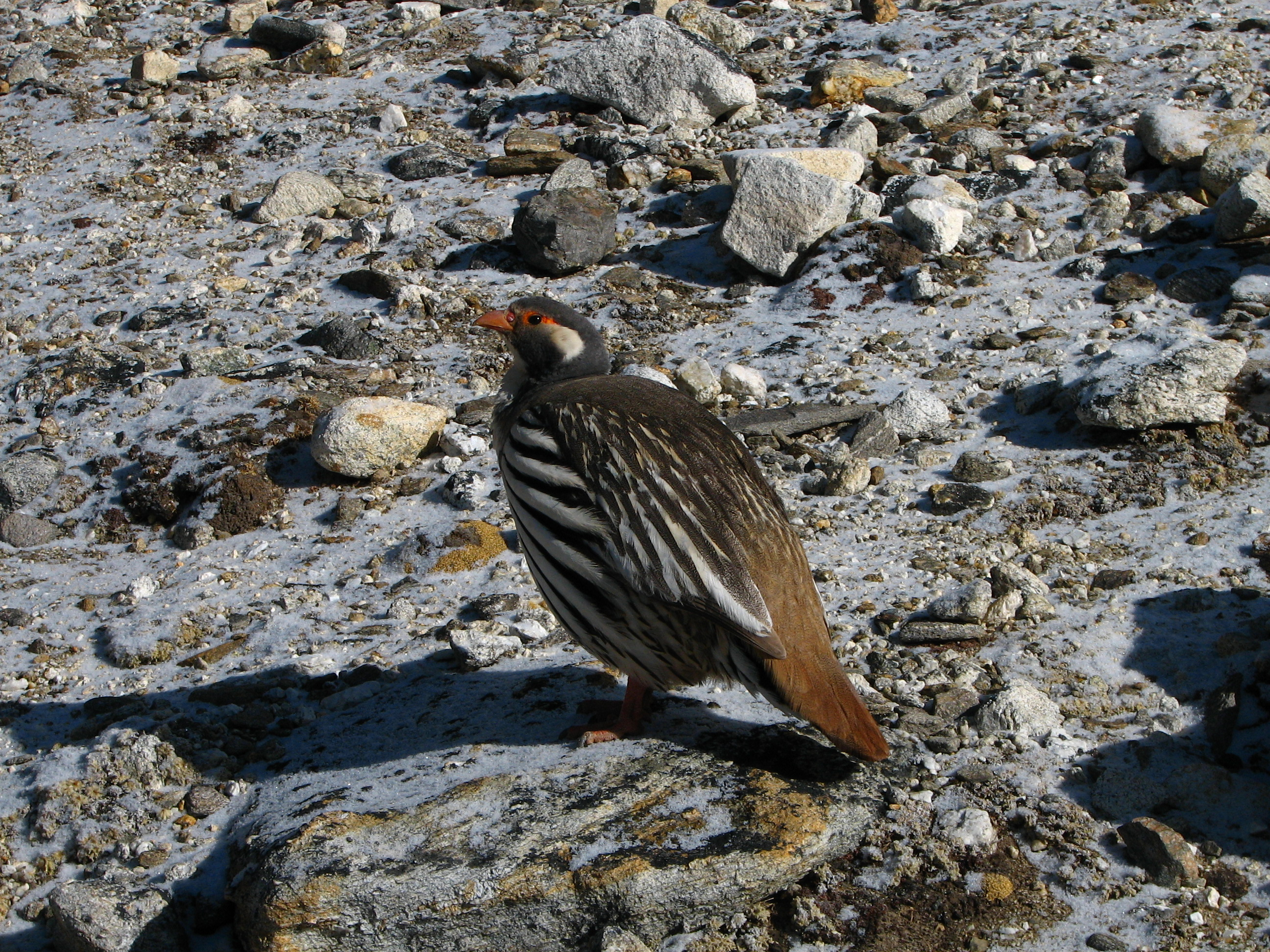
Tibetkönigshuhn am Everest

Der Nationalpark ist Lebensraum für Schneeleoparden, Wölfe, Kleine Pandabären, Gelbbauch-Moschustiere (Moschus chrysogaster), Himalaya-Tahre (Hemitragus jemlahicus), Gorale, Seraue, Buntmarder, Himalaya-Murmeltiere und Pfeifhasen (Ochotonidae). In den tieferen Lagen kommen auch Rhesusaffen, Schwarzbären, Hulmans und Muntjakhirsche vor.
Der Schneeleopard wurde im nepalesischen Teil des Everest-Komplexes in den 1960er Jahren ausgerottet, konnte das Gebiet aber von Tibet her wieder besiedeln und kommt heute im Nationalpark vor. Dies ist vor allem auf die gestiegenen Bestände von Tahren und Moschustieren zurückzuführen. Insgesamt scheint die Akzeptanz unter den heimischen Sherpa, die vorwiegend von der Viehzucht aber auch vom zunehmenden Tourismus leben, relativ hoch zu sein. Der Wolf, der bei Hirten mehr gefürchtet ist, weil er sogar ausgewachsene Yaks reißen kann, ist seit den 1980er Jahren ausgestorben und fehlt noch immer im Nationalparkgebiet. Dies deutet darauf hin, dass dieser Räuber inzwischen auch auf tibetischer Seite selten geworden ist. Leoparden, die die tieferen Lagen bewohnen könnten, wurden in einer jüngeren Studie nicht im Nationalpark nachgewiesen. Allerdings kommen Rotfüchse und Goldschakale erwiesenermaßen vor.
Ornithologen haben mehr als 118 Vogelarten identifiziert, darunter sind der Himalaya-Glanzfasan (Lophophorus impejanus), das Himalajakönigshuhn (Tetraogallus himalayensis) und der Blutfasan (Ithaginis cruentus). Die kleinen Seen in höheren Lagen sind wichtige Sammelpunkte für Zugvögel, insbesondere für Wasservögel.

## Tourismus
Der Sagarmatha-Nationalpark lebt vor allem vom Tourismus. Er ist ein beliebtes Ziel für Höhenbergsteiger und Trekking-Touristen, die zumeist auf dem Mount Everest Trek unterwegs sind. Der Parkeingang befindet sich nahe Monju. Der Eintrittspreis beträgt 3000 NRs (etwa 27 Euro, Stand 2013).